# 188 (număr)
188 (o sută optzeci și opt) este numărul natural care urmează după 187 și precede pe 189.

## În matematică
188 este:
- un număr par
- un număr compus
- un număr deficient deoarece este mai mare decât suma alicotă σ(n) a divizorilor săi (=148=1+2+4+47+94)[2]
- un număr fericit[3][4]
- un număr nontotient[5]
- un număr odios[6]
- un număr intangibil[7]
- Diferența a două pătrate:  482– 462

188 are 6 divizori: 1, 2, 4, 47, 94 și 188.

## În știință

### Astronomie
- NGC 188,  un roi deschis aflat în constelația Cefeu.
- 188 Menippe, o planetă minoră, un asteroid din centura principală, descoperit pe 18 iunie 1878, de Christian Peters.

## Alte domenii
- Bristol 188, un avion supersonic britanic din anii 1950
- Cessna 188, o familie de avioane ușoare pentru agricultură (stropit aerian cu pesticide)
- Cosmos 188 (împreună cu Cosmos 188), misiune Soiuz lansată la 2 noiembrie 1967
- Lockheed L-188 Electra

## În religie
- Manuscrisul 188 (Minuscule 188), un manuscris în limba greacă pe pergament al Noului Testament